# Young the Giant (álbum)
Young the Giant es el álbum debut de la banda estadounidense de indie rock Young the Giant. Fue lanzado digitalmente por el sello discográfico Roadrunner el 26 de octubre de 2010 y fue seguido por un lanzamiento físico en CD y vinilo en los Estados Unidos el 25 de enero de 2011. 

## Lista de canciones
Todas las canciones escritas y compuestas por Young the Giant, excepto donde se indica. 
| N.º | Título                                           | Duración |  |
| 1.  | «Apartment»                                      | 3:56     |  |
| 2.  | «My Body»                                        | 4:05     |  |
| 3.  | «I Got»                                          | 4:22     |  |
| 4.  | «Cough Syrup» (Ehson Hashemian, Young the Giant) | 4:10     |  |
| 5.  | «God Made Man»                                   | 4:48     |  |
| 6.  | «12 Fingers» (Mike Daly, Young the Giant)        | 4:17     |  |
| 7.  | «Strings»                                        | 4:12     |  |
| 8.  | «Your Side»                                      | 3:52     |  |
| 9.  | «Garands»                                        | 4:07     |  |
| 10. | «St. Walker»                                     | 4:09     |  |
| 11. | «Islands»                                        | 4:06     |  |
| 12. | «Guns Out»                                       | 4:44     |  |

| Special edition bonus tracks |                      |          |  |
| N.º                          | Título               | Duración |  |
| 13.                          | «Every Little Thing» | 4:02     |  |
| 14.                          | «Typhoon»            | 4:12     |  |
| 15.                          | «Strings» (reprise)  | 5:19     |  |

## Posicionamiento en lista
| Gráfica(2011–12)                        | Pico de posición |
| --------------------------------------- | ---------------- |
| Países Bajos (Album Top 100)            | 29               |
| Italia (FIMI)                           | 52               |
| Reino Unido(OCC)                        | 83               |
| Estados Unidos (Billboard 200)          | 42               |
| Estados Unidos (Top Alternative Albums) | 6                |
| Estados Unidos (Top Heatseekers Albums) | 2                |
| Estados Unidos (Top Rock Albums)        | 6                |